# Ширфа
Ширфа (фр. Chirfa) — деревня в Нигере, в регионе Агадес, в департаменте Бильма. Расположена в одноимённом оазисе. Население — 208 чел. (2010).

## География
Ширфа находится на северо-востоке Нигера, в пустыне Тенере, на плато Джадо. Входит в состав общины, также именуемой Джадо, и является её административным центром. Рядом с Ширфой проходит одна из транссахарских караванных троп. К северу от деревни находится вади Эннери-Блака, где были сделаны разные археологические находки.
Климат очень жаркий и засушливый.

## Демография и социальная сфера
По данным на 2010 год, в Ширфе проживали 208 человек. Большинство жителей деревни относятся к народу тубу. Местное население проживает, в основном, в глинобитных домах старой постройки. Действует школа.